# Kanjizaiō-in
Kanjizaiō-in (観自在王院) se refiere a un antiguo templo en Hiraizumi, fundado por la esposa de Fujiwara no Motohira, el segundo de los gobernantes del norte del clan Fujiwara. Se asentó justo enfrente del paso fronterizo de Enryu-ji-ji y Kasho, templos gemelos de su marido. Su templo compartido el tema de la Tierra Pura, con los templos gemelos y ambos, con grandes estanques con costas variables, rodeados de jardines de la Tierra Pura. El estanque era alimentado por una corriente de Mōtsū-ji. Tanto Mōtsū-ji y Kanjizaiō tenían grandes paredes de tierra alrededor de ellos, con majestuosas puertas de entrada. Cuando los templos de Mōtsū-ji eran complicados y opulentos, los de Kanjizaiō eran mucho más claros y más simples.
Los edificios en Kanjizaiō en consistieron en una gran sala de Amida y una pequeña sala de Amida. Había puentes de la puerta de entrada al sur a una isla en el centro del lago, a continuación, a las Salas de Amida en el norte. Puede que haya habido una pagoda en el este también. El Gran Salón de Amida contenía una triada Amida y sus paredes estaban pintadas con escenas de Kyoto. Las paredes de la pequeña sala de Amida estaban decoradas con poemas escritos por Fujiwara no Norinaga al igual que las paredes de Enryu-ji. Es posible que la esposa de Motohira vivía en la sala más pequeña y adorada en el más grande. Algunos estudiosos suponen que en Kanjizaiō fue construido después de la muerte Motohira, como un monumento a su memoria.

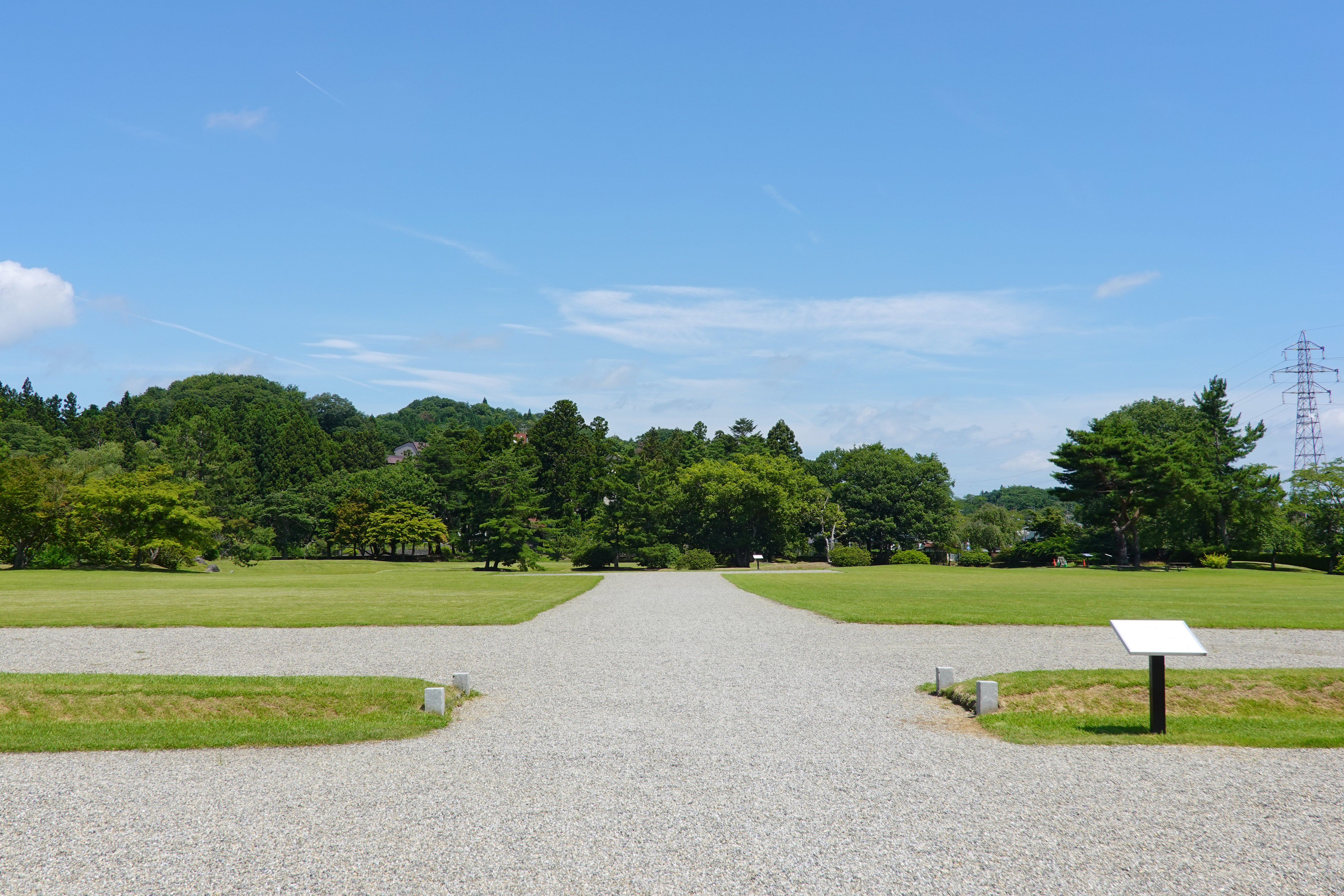
Kanjizaiō-in en Hiraizumi, Japón.

Tanto Mōtsū-ji como Kanjizaiō fueron destruidos por el fuego en 1226, después de la caída de la dinastía Fujiwara. Ninguno de los edificios han sido reconstruidos. Hoy en día existe un gran parque con un estanque cubierto de hierba todavía en su lugar como lo fue en el siglo XII. La entrada es gratuita.
Los jardines son un lugar designado a nivel nacional de la belleza escénica. Forman parte de los monumentos Patrimonio de la Humanidad y sitios históricos de Hiraizumi.